# Saint-Denis-le-Vêtu
 Saint-Denis-le-Vêtu  es una población y comuna francesa, situada en la región de Baja Normandía, departamento de Mancha, en el distrito de Coutances y cantón de Cerisy-la-Salle.

## Demografía
| 709 | 648 | 515 | 539 | 547 | 595 |
| Para los censos de 1962 a 1999 la población legal corresponde a la población sin duplicidades (Fuente: INSEE [Consultar]) |     |     |     |     |     |